# Jin Taizong
Taizong (1075 – 9 février 1135) était empereur de la dynastie Jin, et a régné sur le nord de la Chine entre le 27 septembre 1123 et le 9 février 1135. Son nom de naissance était Wányán Wúqǐmǎi (完顏吳乞買) et son nom de règne était Tiānhuì (天會).

## Biographie
Wuqimai, sinisé en Wanyan Sheng, est le quatrième fils du chef jurchen Helibo (en). Il devient empereur à la mort de son frère Taizu, le fondateur de la dynastie Jin, en 1123.
Sous son règne, les Jin mènent deux campagnes contre la dynastie Song, en 1125 et 1126. Lors de la seconde, ils parviennent à prendre Kaifeng, la capitale des Song, et à capturer les empereurs Huizong et Qinzong : c'est l'incident de Jingkang. Leur successeur Gaozong s'installe à Hangzhou, un événement qui marque le début de la dynastie Song du Sud.
Son petit-neveu Wanyan Hela, un petit-fils de Taizu, lui succède.